# Rob Stjuart
Robert Tomas Stjuart (engl. Robert Thomas Stewart; rođen 23. jula 1961, Toronto, Ontario) je kanadski glumac poznat po ulozi Nika Slotera (Nick Slaughter) u seriji Tropska vrelina. Pojavljivao se kao gostujući glumac u mnogim televizijskim ulogama. Igrao je neke od glavnih uloga u TV serijama Amazon iz 1999. i Painkiller Jane iz 2007.

## Biografija
Rob Stjuart je kao dečak voleo da igra hokej i sanjao da postane profesionalni igrač. Međutim, kada je imao 17 godina teško se povredio igrajući hokej, usled čega je izgubio bubreg, što je označilo kraj njegovog sna da se profesionalno bavi hokejom. Zbog ove povrede propustio je brojne ponude za sportske stipendije.
Dok je studirao latinski i engleski na Univerzitetu Vaterlo (University of Waterloo) svirao je gitaru, pisao pesme i pevao u lokalnom restoranu. Tokom leta, radio je kao kaskader u zabavnom parku Canada's Wonderland. U to vreme otkrio je svoju ljubav ka pisanju. Dok je težio ka tome da postane pisac, Stjuart je promenio nekoliko poslova — radio je kao barmen, kauboj i tehnički službenik. Sa svojim rođakom ubrzo počinje ortački rad na pisanju, a nakon toga i filmsku karijeru kao scenarista, režiser i glumac u tri TV drame: Come Spy With Me, Where There's A Will i Mark Of The Beast. Zatim se pojavljivao kao gost u raznim TV serijama, na primer Mount Royal i Hot Shots. Imao je i glavnu ulogu u pilot epizodi serije Soulsearching Mystery Face.

### Tropska vrelina
Stjuart je postao međunarodno poznat po ulozi Nika Slotera u seriji Tropska vrelina. Napisao je scenario za nekoliko epizoda serije, od kojih neke u saradnji sa Džejmsom Gordonom (James Gordon). Takođe, režirao je nekoliko epizoda.
Najveća kocka u mom životu bila je kada sam odbio ponudu da igram glavnu ulogu u TV sitkomu Scoop pre nego što je moja uloga u Tropskoj vrelini bila potvrđena. To je bila najbolja odluka koju sam ikada doneo. Uloga Nika Slotera bila je kao stvorena za mene.— Rob Stjuart, 20px
Stjuart kaže da je serija bila loša, ali da su se svi dobro zabavljali snimajući je. Nakon što se snimanje serije završilo, Stjuart je glumio u velikom broju nezavisnih filmova, pojavljivao se kao gost u TV serijama i nastavio da piše i režira. Oženio se devojkom koju je upoznao na snimanju Tropske vreline i sa njom 1996. dobio sina.

### „Slotera Nika za predsednika“
Serija Tropska vrelina bila je više puta prikazivana u Srbiji tokom 1990-ih. Lik Nika Slotera, glavnog junaka koga igra Stjuart, korišćen je u sloganima „Slotera Nika za predsednika” i „Svakoj majci treba da je dika, koja ima sina k'o Slotera Nika” tokom Studentskog protesta u Srbiji 1996/97, a pojavio se i u stripu koji je besplatno deljen učesnicima demonstracija. Postojao je i čuveni grafit „Sloteru Niče, Žarkovo ti kliče” koji je bio inspiracija grupi Atheist Rap za pesmu Slaughteru Nietzsche, u kojoj se pominju stihovi „Sloteru Niče, Srbija ti kliče”. U Beogradu je čak bila registrovana i grupa građana pod imenom Nika Slotera.
Stjuart dugi niz godina nije znao ništa o tome. Za svoju Slavu u Srbiji saznao je tek kada mu je sin pokazao članak na Vikipediji. Na sajtu Facebook naišao je na profil izvesnog Ivana Jovanovića koji je uz svoje ime postavio parolu „Nika Slotera za predsednika”. Stjuart je u šali je ostavio komentar: „Hej, ako želite da budem vaš predsednik trebalo je samo da me pitate”, misleći da će ostati na tome. Jovanović mu je međutim objasnio koliko je serija bila popularna u Srbiji i poslao mu prevod pesme Slaughteru Nietzsche. Stjuart je prosledio poruku nekolicini bliskih prijatelja, nakon čega su u roku od nekoliko minuta odlučili da dođu u Srbiju i snime dokumentarni film. Preko istog sajta je 9. marta 2009. kontaktirao Srđu Popovića, bivšeg ministra ekologije i jednog od osnivača pokreta Otpor!. Predstavio mu se i objasnio kako je nedavno saznao za svoju popularnost u Srbiji. Napisao mu je da bi želeo da dođe u Srbiju početkom juna kako bi snimio dokumentarac o tom fenomenu, i da bi hteo da sa njim napravi intervju. U međuvremenu, Stjuart je stupio u kontakt sa grupom Atheist Rap. Dogovoreno je da kao specijalni gost nastupi na njihovom slavljeničkom koncertu povodom dvadeset godina postojanja.

### Stjuart u Srbiji 2009.
Stjuart je 3. juna 2009. stigao u Srbiju u pratnji svoje sestre i agenta, gde su ga na aerodromu Nikola Tesla okupljeni obožavaoci i novinari dočekali ovacijama. Njegov dolazak izazvao je svojevrsnu „sloteromaniju“. Neki od fanova u havajskim košuljama doneli su mu da im se potpiše na ručno izrađene DVD omote, a desetak studenata donelo je indekse da im „Sloter overi semestar”. Na konferenciji za novinare u Medija Centru, desetine fotoreportera utrkivalo se u uzimanju izjava i razmenjivalo foto-aparate da bi se slikali sa „Nikom“. Na ulici su ga zaustavljali prolaznici (uključujući i policajce) kako bi se slikali s njim. Rob Stjuart je bio potpuno šokiran ovim dočekom, i u šali govorio da se oseća kao junak Trumanovog šoua u kome cela država glumi za njega.
Stvarno sam mislio da me ljudi zezaju. Da, jednostavno, nema šanse da sam toliko popularan. Trebalo je da prođe ceo jedan dan da ukapiram da su ljudi ozbiljni. Sve mi to veoma prija. Shvatam da je to neko nevino osećanje,  ostvarenje dečje fantazije za ljude iz Srbije.— Rob Stjuart
Stjuart je pod imenom Nik Sloter najavljen kao specijalni gost dvodnevnog To Be Punk. festivala. Druge večeri se na gitari priključio grupi Atheist Rap tokom sviranja pesme Slaughteru Nietzsche, pred 1.500 fanova. Prethodno je kamerom snimao ljude u masi za svoj dokumentarac, fotografisao se i razgovarao sa okupljenim posetiocima.
Stjuart je 7. juna 2009. otišao u Žarkovo da poseti mesto gde je nastao legendarni grafit, koji je u međuvremenu ponovo napisan. Nakon što se potpisao pored grafita, prišao mu je stariji čovek koji mu je u ime Udruženja građana Žarkova uručio povelju počasnog građanina ovog naselja.

#### Dokumentarni film
Stjuarta od dolaska na aerodrom kamere prate na svakom koraku, „snimajući svaki njegov korak i svaki razgovor“. Dokumentarni film nazvan je  „Slotera Nika za predsednika“, a najavni trejler prikazan na festivalu Roma Fiction Fest u Rimu juna 2009. godine. Film traje 72 minuta i objavljen je 2012. godine.

## Napomene
1. ^ Mediji ovaj slogan ponekad prenose i kao nerimovano Nika Slotera za predsednika.

## Spoljašnje veze
- Rob Stjuart na sajtu  (jezik: engleski)
- Kanađani u rebusu: Zašto je Nik Sloter zvezda u Srbiji, kad je propali glumac („Blic“, 20. maj 2013)